# Graafschap Genève

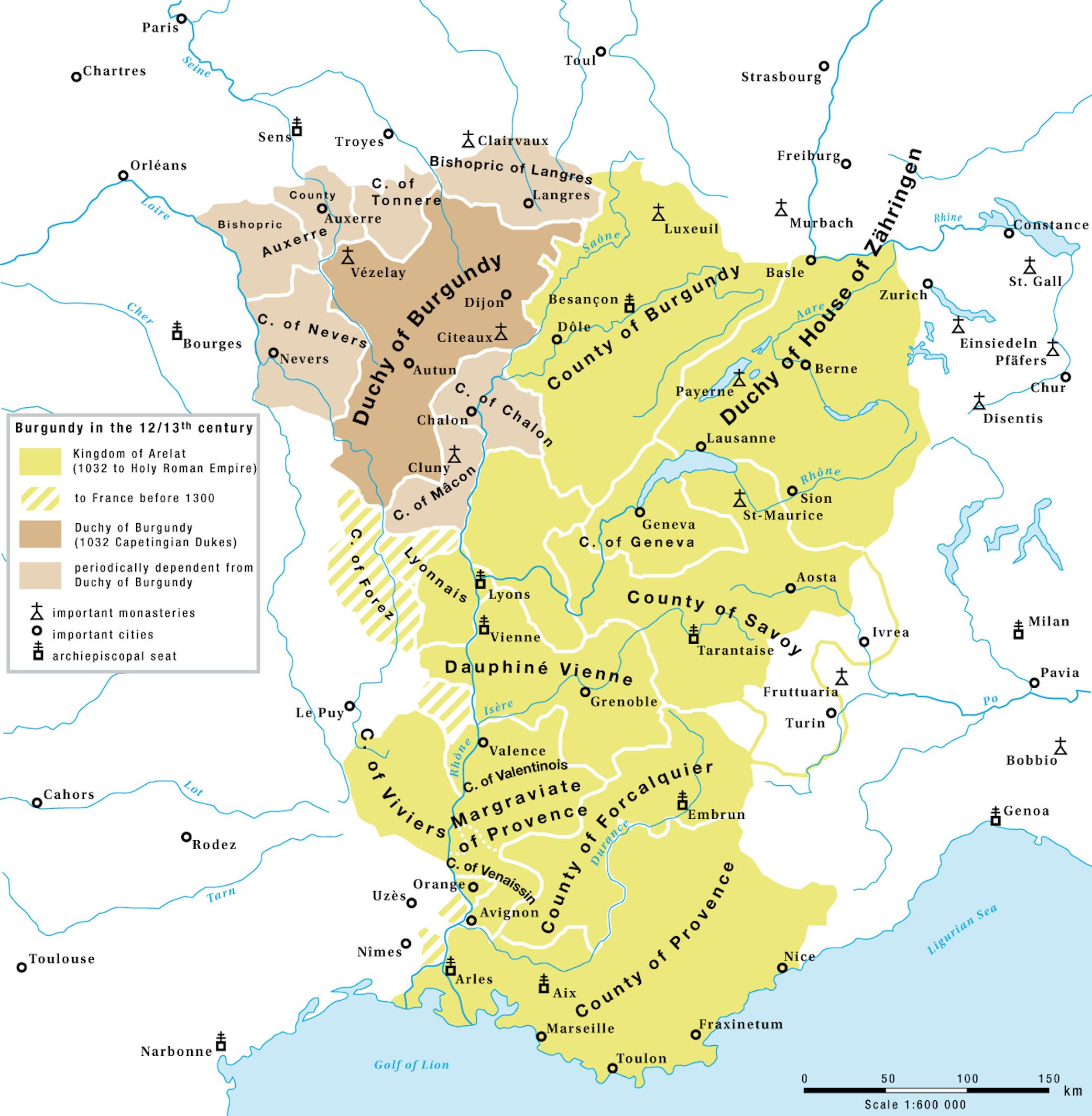
het koninkrijk Arelat (geel) met het graafschap Genève

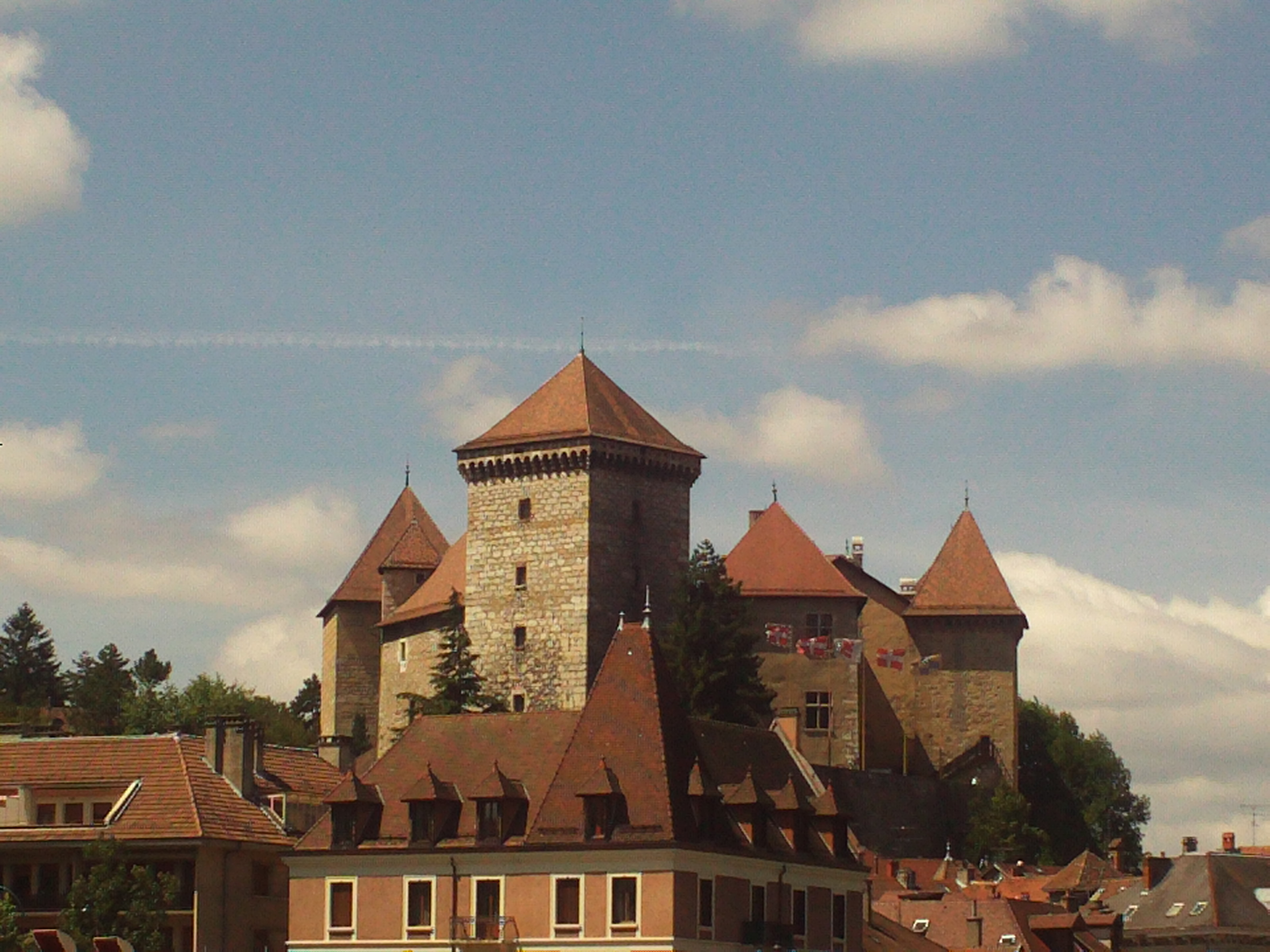
kasteel Annecy

Het graafschap Genève was een graafschap van het Heilige Roomse Rijk. De graven heersten over Genevois, het gebied rond de stad Genève, en niet zozeer over de stad Genève, waar de bisschoppen van Genève heersten.
De bezittingen van de graven van Genève waren gelegen in het bisdom Genève, van het meer van Genève tot het meer van Bourges, in het land van Vaud en Gex (de jongste zoon van Amadeus I stichtte de tak de heren van Gex) en in de huidige departementen Ain, Haute-Savoie en Savoie (Michaille, Genevois, Annecy, vallei van Chamonix, geschonken aan de abdij van Saint-Michel-de-la-Cluse rond 1090), maar niet in Chablais en de Bauges van Savoye. Als weldoeners van abdijden en priorijen, breidden de graven van Genève hun invloed ook uit door leden van de familie tot kerkelijke ambten, waaronder dat van bisschop (Saint-Jean-de-Maurienne, Die, Viviers, Valence, Langres, Toul) te laten toetreden.
Over de rechten van de graven over de stad Genève bestond geen eensgezindheid. Sommigen denken dat zij de grafelijke rechten tot 1124 bezaten, in tegenstelling tot Sion en Lausanne, waar de rechten door de koning van Bourgondië werden toegekend aan de bisschop. Anderen menen dat de graven van Genève nooit de macht over de stad Genève hadden, doordat de heerschappij over Genève bij de bisschop berustte, die op zijn beurt rechtstreeks afhing van het Heilige Roomse Rijk. In elk geval bouwden de graven van Genève een kasteel in Bourg-de-Four, maar na een lange reeks conflicten met de bisschoppen, moesten zij de bisschoppelijke overmacht erkennen in de verdragen van Seyssel (1124), Saint-Simon (1156), Aix-les-Bains (1184) en Desingy (1219).
Vanaf de 13e eeuw werden de graven van Genève geconfronteerd met de uitbreiding van het Huis Savoye. Peter II van Savoye maakte zich meester van het grootste deel van het land van Vaud en vanaf 1250 bezaten de graven van Genève niets meer ten noorden van het meer van Genève. Zij verloren het kasteel van Bourg-de-Four, evenals hun rechten op verschillende dorpen op het platteland van Genevois, die zij dienden af te staan aan de priorij van Saint-Victor. De insluiting van de graven van Genève zette zich verder met de verwerving door Savoye van het land van Gex (1353) en van Faucigny (1355).
De graven van Genève namen deel aan de feodale oorlogen van de 14e eeuw, eerst als bondgenoot van Faucigny en van de dauphins van Viennois tegen Savoye, dat hen echter aan zijn zijde trok en bekwam dat zij erkenden zijn vazal te zijn (1358). De graven van Genève trokken zich vervolgens van langsom meer terug op Annecy, in het centrum van hun belangrijkste bezittingen. Zij vergrootten het kasteel van Annecy, dat zij ombouwden tot een machtige vesting, zetel van het hof en de regering. Onder Amadeus II (1280-1308), Willem II (1308-1320) en Amadeus III (1320-1367), werd een bestuurlijke centralisering doorgevoerd.
In 1356 verkreeg Amadeus III, niettegenstaande oppositie van de bisschop van Genève, van keizer Karel IV het recht om geld te slaan in Annecy. Zonder weliswaar het belang van Savoye of de Dauphiné te evenaren, verkreeg Genevois toch een bepaalde status in de 14e eeuw. Het gebied omvatte een 30-tal kastelen. Het graafschap bestond uit verschillende natuurlijke streken: Semine en de vallei van de Usses, het plateau van Borne, het land van Thônes, het bekken en de cluse van Annecy, Albanais, bezaaid met steden en burchten als Château-Gaillard, La Roche, Thônes, Cruseilles, Chaumont, Seyssel, Alby-sur-Chéran en Rumilly.
De vijf zonen van Amadeus III volgden tot 1394 elkaar op aan het hoofd van het graafschap Genève: Aymon III, Amadeus IV, Jan, Peter en Robert, de latere tegenpaus Clemens VII. Bij zijn dood in 1394 kwam het graafschap bij zijn neef Humbert van Thoire-Villars, die regeerde tot 1400, en nadien bij diens oom Odo van Thoire, die zijn rechten in 1401 voor 45.000 goudfranken verkocht aan Amadeus VIII van Savoye. Van 1401 tot 1424, ten koste van strijd en talloze processen slaagde Amadeus VIII erin om alle rechten van de kandidaat-erfopvolgers af te kopen. Sindsdien vormt Genevois een apanage van de jongere tak van het Huis Savoye.